# Stubenberkové
Stubenberkové (německy „von Stubenberg"), panský a hraběcí rod původem pravděpodobně z Kapfenbergu ve Štýrsku. Členové rodu byli dědicové uherských velmožů. Zastávali vysoké úřady jako zemští hejtmani, biskupové, dědiční stolníci a komoří.

## Vzestup ve Štýrsku
Prvním v rodině byl „Otto ze Stubenbergu“, který kolem roku 1160 postavil hrad Stubenberg. Jeho potomek Wulfing ze Stubenbergu (1259-1318) zúčastnil se v roce 1268 povstání štýrské šlechty proti Přemyslu Otakarovi II. (asi 1233-1278) , který jejich zemi obsadil. Vzpoura byla potlačena, Wulfing ze Stubenbergu byl po dobu 26 týdnů vězněn a jeho hrad Stubenberg byl Otakarovými vojsky dokonale zničen. Správním a sídelním místem byl po dlouhých čtyřech stoletích hrad Oberkapfenberg.
Otův druhý syn Oldřich bojoval na křížové výpravě u Damiette (v Egyptě), kde v roce 1218 padl. Dědeček Otto získal již při první křížové výpravě podíl a vzal si sestru Habsburskou jako válečnou kořist. Rodina také sehrála významnou roli při převzetí vlády Rudolfem Habsburským (1218-1291). Staré rodové dokumenty (od roku 1041) jsou v archivu města Štýrský Hradec.
V 16. století se linie rodu rozdělila na „Kapfenberger“ a „Wurmberger“, podle příslušnosti k náboženství. Wolfgang ze Stubenbergu († 1597) a jeho syn Jiří ze Stubenbergu († 1630) měl přesto úzké styky s dvorem na katolického arcivévodu Karla II. Štýrského (1540-1590) a jeho syna Ferdinand II. Štýrského (1578–1637) a rovněž na následníka trůnu Rudolfa II. Habsburského (1552-1612) a Matyáše Korvína (1443-1490), kterým zapůjčil hodně peněz.
V roce 1691 postavil Jiří ze Stubenbergu ve Štýrském Hradci, v ulici Hans-Sachs-Gasse palác Stubenbergů, který ve druhé světové válce byl těžce poškozený. Roku 1614 Jiří ze Stubenbergu převzal velmi zadluženého zetě Jiřího Kryštofa z Losensteinu. Schallaburg v Dolních Rakousích, od roku 1641 měl v držení Jan Vilém ze Stubenbergu (1619-1663) a v roce 1660 majetek prodal.
Nastoupením vlády císaře Ferdinand II. v roce 1619 zostřilo se pronásledování protestantů ve vnitřním Rakousku i Štýrsku. Roku 1628 bylo všem protestantským šlechticům ve Štýrsku zadrženo vlastnictví statků, pokud se nekonvertují na víru katolickou. Někteří členové rodiny Stubenberků přijali katolickou víru a převzali štýrské jmění po protestantech, kteří museli emigrovat. S přejímáním majetků se ale museli smluvně zavázat, že emigranty, jejich potomky nebo pozůstalé manželky v emigraci finančně zabezpečí. Tento stav vedl v dědičné rakouské zemi k velkému množství soudních sporů.

### Zemští hejtmani
Následující Stubenberkové sloužili císaři jaké zemští hejtmani:
- 1418–1419 Jakub ze Stubenbergu
- 1435–1450 Hans ze Stubenbergu
- 1453–1470 Leutold ze Stubenbergu
- 1687–1703 Jiří ze Stubenbergu

## Stubenberkové v Čechách
Wolfgang ze Stubenberku získal v roce 1548 od Jana z Pernštejna (1487-1548) město a panství Nové Město nad Metují ve východních Čechách. Skromnější renesanční zámek, vybudovaný po požáru města Vojtěchem z Pernštejna, rozšířil a zvelebil. Roku 1568 byl Wolf ze Stubenbergu a jeho synové ustanoveni "na věčné časy" a nazýváni českou šlechtou. Majitelé panství Nové Město nad Metují:
- 1548-1556: Wolfgang (Wolf) ze Stubenberka
- 1557–1570: Jan (Hans) ze Stubenberka
- 1570–1588: Wolfgang II. ze Stubenberka
- 1588–1620: Rudolf ze Stubenberka († 1620). Jako první z rodiny Stubenberků si zvolil za své trvalé sídlo Nové Město nad Metují. Jako evangelík se podílel aktivně na české stavovské politice. Po jeho smrti byl jeho synovi Janu Vilému ze Stubenberka a pozůstalé manželce majetek vyvlastněn císařem Ferdinandem II.

Jiří ze Stubenberka, příbuzný Rudolfa, získal v roce 1601 panství Kyšperk (dnes Letohrad) ve východních Čechách. Ačkoliv byl evangelík, zůstal během stavovského povstání věrný habsburskému panovníkovi Ferdinandovi II. Po porážce povstání mohl proto v roce 1628 postoupit vlastnická práva k panství Kyšperk svému vnukovi Wolfovi Jiřímu z Losensteinu. To byl syn jeho jediné dcery Anny (+ 1624) se kterou se oženil katolík Pán z Losensteinu († 1622).

### Stubenberkové z české linie v exilu
- Jan Vilém ze Stubenberka (1619–1663)
- Rudolf Vilém ze Stubenberka (1643–1677)

## Stubenberkové v exilu v Bavorsku
V roce 1628 císař Ferdinand II, který byl také zemský kníže Štýrska, vydal dekret, kterým bylo všem protestantským šlechticům zabaveno vlastnictví v dědičné zemi. Buď konvertovali, nebo byli vyzváni k opuštění země. Někteří protestanti konvertovali a zůstali jako vlastníci statků ve Štýrsku, jiní opustili Štýrsko a usídlili se v Sasku (Pirně, Drážďanech), nebo ve svobodném říšském městě Norimberku a v Řezně.
Mezi exulanty byl jeden ve Štýrsku vážený protestant Jiří starší Pán na Kapfenbergu (* 1560). V roce 1629 opustil svou vlast a přesídlil s druhou manželkou Amálií z Lichtenštejna do Řezna, kde krátce na to v dubnu 1630 zemřel. Jeho náhrobní deska je v Řezně na hřbitově vyslanců v kostele Svaté Trojice s podivným epitafem Stubenberků. Na náhrobní desce je napsáno, že zemřel ve Vídni a do Řezna uložen Jan Vilém ze Stubenbergu a jeho syn Rudolf Vilém ze Stubenbergu, 1663 emigroval do Řezna, a vzpomíná i na manželky.
Jiřího pozůstalá manželka Amalia se přestěhovala do Norimberku, kde ještě žili další členové Wurmbergerské linie rodu Stubenberků. Tam se věnovala dobročinnosti a zemřela v roce 1684. Další Stubenberkové, kteří v Norimberku žili:
- Jiří Augustin ze Stubenbergu (1628–1691)
- Jiří Zikmund ze Stubenbergu (1570–1632)
- Otto Gall ze Stubenbergu (1631–1688).

Byli pohřbeni ve Stubenberské kryptě kostela svatého Bartoloměje.

## Stubenberští biskupové
- Josef hrabě ze Stubenbergu, kníže-biskup v klášteře Eichstätt, arcibiskup v Bambergu
- Wulfing ze Stubenbergu, Lavantský biskup, kníže-biskup v Bambergu